# Bird of Prey
Pour les articles homonymes, voir Bird of Prey (homonymie).
Le Bird of Prey (« Oiseau de proie ») était un programme secret destiné à tester les technologies d'avion furtif. Il a été développé par McDonnell Douglas au coût de 67 millions de dollars américains, ce qui est sensiblement inférieur aux autres programmes du même genre.
Il n'a jamais été prévu qu'il entre en production car il s'agissait simplement d'un prototype de tests. Il n'a pas reçu de numéro dans le cadre du programme des avions-X, mais a servi de base pour le Boeing X-45.

## Développement

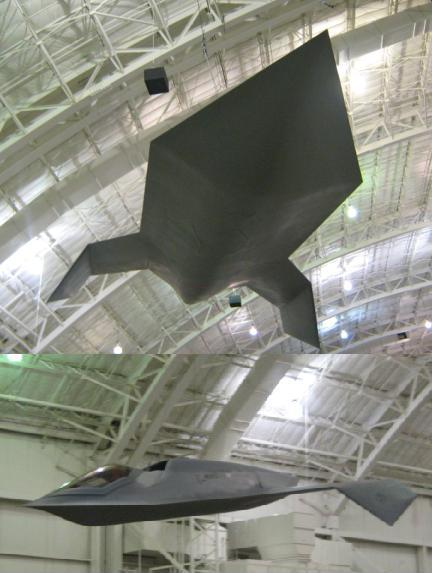
Bird of Prey exposé au musée national de l'US Air Force

Le développement a commencé en 1992 par la division spéciale des Boeing Phantom Works de McDonnell Douglas. Le nom a été choisi en référence au vaisseau spatial Klingon Bird of prey de la série télévisée de science-fiction Star Trek.
Après la fusion Boeing MacDonnel Douglas en 1997, les Phantom Works ont été intégrés dans la division Boeing Integrated Defense Systems.
Le premier vol eut lieu en 1996 et il y eut au total 39 vols jusqu'à la fin du programme en 1999.
L'avion aurait été utilisé pour des essais de technique de camouflage. Les surfaces les plus brillantes (les ailes et le dos du fuselage) ont été peintes de couleur sombre. À l'inverse, les côtés du fuselage et les autres surfaces verticales ont été peintes en gris clair. 
Ces principes ont été reconduits sur le F-22 Raptor.
L'avion a été révélé au public le 18 octobre 2002. Il a été exposé au musée national de l'US Air Force sur la base Wright-Patterson, près de Dayton dans l'Ohio le 16 juillet 2003.

## Conception
Comme l'avion n'était qu'un outil de démonstration, il a été conçu avec un turboréacteur standard et des commandes hydrauliques à la place de commandes de vol électriques fly-by-wire.
Cela a permis un développement économique plus rapide.
La configuration est classique, mais avec des becs semblables aux plans canards et ayant le même effet d'éviter le décrochage. On la retrouve sur les drones furtifs sans queue récents tels que le Boeing X-45 et le Northrop Grumman X-47 Pegasus.

### Développement lié
- Boeing X-45

### Aéronefs comparables
- Lockheed Have Blue
- Northrop Tacit Blue